# Game Science
Game Science（ゲームサイエンス、遊戯科学、簡体字中国語: 游戏科学）は、広東省深圳市に本社を置く中国のゲーム開発会社である。登記上の社名は遊科互動科技有限公司（英語: Game Science Interactive Technology Co., Ltd.）。
2014年に設立され、2024年8月に中国初の国産AAAゲーム『黒神話：悟空』をリリースした。

## 概要
創業者の馮驥（フェン・ジー）は熱心なゲーマーであり、『World of Warcraft』のファンであった。華中科技大学で生物医学を専攻したものの、ゲームに集中するために大学院への進学を諦めた。馮は2005年に入社した深圳の小規模なゲームスタジオを経て、テンセントに移りモバイルゲームの開発に携わった。その後テンセントを離れ、6人の元同僚とともに2014年にGame Scienceを設立した。
2017年、北京を拠点とするゲーム開発会社のHK Hero Entertainmentが6000万元（約12億円）でGame Science株の20％を取得し、同社の最大の外部株主となった。
2021年、テンセント傘下のベンチャーキャピタル「広西騰訊創業投資」が、出資比率5%で新たに株主に加わった。
2024年、フォーブスの試算によると『黒神話:悟空』のヒットによりGame Scienceの評価額は18億ドル（約2530億円）に達し、ユニコーン企業の仲間入りを果たした。

## 作品

### 黒神話:悟空
『黒神話:悟空』（英：Black Myth: Wukong）は、中国の古典文学「西遊記」をベースにしたアクションRPGで、Unreal Engine 5を使用して開発されている。数年をかけて中国各地の歴史的景勝地を実景スキャンし、高度な技術処理を施すことで、リアルな古代中国の世界をゲーム内に再現している。2020年に公開されたゲームプレイトレーラーは世界で大きな反響を呼んでいた。
2024年8月20日に世界同時リリースされると、同日中に450万ダウンロード、売上高が15億元（約306億円）を突破した。また、リリース当日のSteamにて、最大同時接続人数が220万人を突破し「パルワールド」を超える歴代2位を記録した。
当タイトルのPC版はリリース後2週間で約1800万本を売り上げ、総収益は7億ドル（約1,005億円）に達したと見込まれている。

### その他
2015年にデジタルトレーディングカードゲームの『100 Heroes』（百將行）、2016年にリアルタイムストラテジーの『Art of War: Red Tides』（战争艺术：赤潮）をリリースしており、同社の安定した収入源となっている。